# ليناخاماري
ليناخاماري هي بلدة وميناء تقع في أوبلاست مورمانسك، روسيا.